# South Park: Peklo na Zemi
South Park: Peklo na Zemi (v anglickém originále South Park: Bigger, Longer & Uncut) je americký animovaný film natočený podle animovaného televizního seriálu Městečko South Park.

## Děj
Naši známí hrdinové Stan, Kyle, Kenny a Cartman chtějí jít do kina na nový film, jenž nese název Terrance a Phillip: Ohnivé prdele. Pokladní jim odmítne prodat lístky z důvodu, že ve filmu se mluví sprostě a mohou na něj pouze s doprovodem rodičů. Kluci si ale jako vždycky poradí. A to tím, že se záhy před kinem mihne bezdomovec a ten jim dohodou za flašku vína lístky koupí, a tak se na film nakonec dostanou. Film má však na město velký dopad. U všech dětí z města má film úspěch, ale u rodičů ne a požadují okamžitý zákaz jeho dalších promítání. Důvodem je, že se městem u dětí šíří sprostá mluva. Další promítání se stane osudné Kennymu, který si zapálí prd, stejně jako postavy ve filmu. Popálený je převezen do nemocnice, kde je mu místo srdce voperován brambor. Nakonec zemře. Zatímco jako každý jiný skončí v pekle, Stan si mezitím všimne, že Wendy dala před ním přednost Gregorymu.
Matky v celém městě založí sdružení Matky proti Kanadě. Hodlají hrdiny filmu vylákat do talkshow, kde jsou oba dva později zatčeni. Kanada však záhy začne protestovat proti zatčení Terrance a Phillipa. Protože jim to ale je na nic, vybombardují dům Baldwinů. Amerika jako odpověď Kanadě vyhlásí válku a ministryní války se stane Kylova matka Sheila, která stojí v čele Matek proti Kanadě. USA začíná útočit na Toronto. Všichni Kanaďané, kteří v USA žijí, musí být deportováni do koncentračních táborů. Roztržka mezi USA a Kanadou se změní ve světovou válku. Satan se Saddámem se začínají těšit, že se brzy ujmou vlády celého světa. Stan, Kyle a Cartman mají plán, jak by se dal zachránit svět. Satan se mezitím zbaví Saddáma tím, že ho shodí ze skály, kde se napíchne zády na hrot. Válka končí tím, že se všichni usmíří a zpívají píseň míru.

## Zajímavosti
- Postavu doktora, který se snaží Kennyho zachránit, nadaboval George Clooney. Je to odkaz na jeho předešlé účinkování v seriálu Pohotovost z roku 1994, ve kterém hrál postavu doktora Douga Rosse.[1]
- V titulkách na konci filmu je uvedeno, že Saddáma a Satana hrají Saddám Husajn a Satan.
- Studio, které film produkovalo, požádalo autory Treye Parkera a Matta Stonea, aby byl snímek natočen v ratingu PG-13. Parker a Stone na to ani nehodlali přistoupit.
- Roku 2006 byl film zvolen jako jedna z nejlepších komedií kanálu Channel 4.
- Můžeme zde poprvé vidět Kennyho obličej a vlasy.
- Objevili se zde majitel firmy Microsoft Bill Gates a herec Alec Baldwin.

## Ocenění
- 1999 — Los Angeles Film Critics Association Awards 1999 - Marc Shaiman, Trey Parker - Nejlepší hudba
- 2000 — Academy Awards - Nejlepší původní píseň
- 1999 — New York Film Critics Circle Awards -  Nejlepší animovaný film